# 葵と楓
葵と楓（あおいとかえで）は東京都出身の姉妹2人からなる日本の三味線姉妹ユニットである。

## メンバー
葵（本名：葵　1999年5月17日 - ）
- 東京都葛飾区出身、O型、姉
- 憧れの歌手は美空ひばり

楓（本名：楓　2000年11月10日 - ）
- 東京都葛飾区出身、O型、妹
- 憧れの歌手は美空ひばり

音楽活動とは他に2018年からYouTuberとしての活動を開始した。現在は登録者数700人をこえており、登録者数1000人を目指している。グループ名はAOKAEチャンネル。
現在、二人は大学に進学中。

## 経歴
東京都葛飾区にて生まれる。幼い頃より祖母の影響で民謡に親しみ、葵3歳、楓2歳から本格的に民謡、そして三味線を習い始める。
浅草花やしきが運営する花やしき少女歌劇団に葵は2008年4月(当時8歳)、楓は2008年10月(当時7歳)に入団。
2009年7月に三味線姉妹ユニット「葵と楓」として花やしき園内フラワーステージで初ステージを行い、同年9月にユニバーサルミュージックより「おじいちゃんおばあちゃんありがとう」でメジャーデビュー(葵10歳、楓8歳)。
2010年1月、浅草花やしき初の冠イベント「葵と楓の日」を開催。
2010年8月、作曲家平尾昌晃プロデュースによるアルバム『踊る昭和歌謡』を発売。 
2010年10月、「葵と楓の孫の日」を開催（社団法人日本玩具協会/東京玩具人形協同組合）
2012年5月、平尾昌晃＆大里洋吉プロデュースによる東京スカイツリー開業記念 『歌で繋ごう“ありがとう”を浅草から』 に出演（浅草公会堂）
現在は浅草花やしき園内を拠点に、全国各地のイベントに出演する。

## ディスコグラフィー

### シングル
1. 『おじいちゃん おばあちゃん ありがとう』　2009.9.16/ユニバーサルミュージック
c/w『マンボ・ドドンパ・チャチャチャ節』
2. 『浅草においでよ！』　2012.8.12/ＨＭＳレコード/平尾昌晃プロデュース＆書き下ろし第一弾 
c/w『AOKAEわらべmedley』

### アルバム
1. 『踊る昭和歌謡』　2010.8.4/ユニバーサルミュージック/平尾昌晃プロデュース
CD収録曲／1.ミヨちゃん、2.カナダからの手紙、3.銀座カンカン娘、4.潮来笠、5.恋のフーガ、6.青春時代、7.星降る街角

　　　　　DVD（振付＆ガイドあり）1.ミヨちゃん、2.カナダからの手紙

### コーラス参加
1. 『もういくつ寝るとしあわせが』　2013.10.2/『君の住む町で』(北川大介)カップリング曲
2. 『ひとりにさせないで』　2015.9.30/西田あい 5周年記念シングル曲「涙割り」のカップリング曲

　　　　その他、2015.3/長野県岡谷市看護専門学校校歌

## 主なテレビ出演
- テレビ東京「毎日かあさん」
- TBS「はなまるマーケット」
- テレビ東京「年忘れにっぽんの歌」
- NHK「金曜バラエティー」
- BS日テレ「平尾昌晃＆仲間たちの昭和歌謡ヒットパレード」
- BSTBS「サキドリ！」
- TBS「開運音楽堂」
- 東京MX「おしあげNow!」
- テレビ東京・BSJAPAN「平尾昌晃チャリティゴルフ」
- BS日テレ「コロッケの千夜一夜」

## 主なラジオ出演
- あさくさFM「葵と楓のなんちゃって歌謡」
- コミュニティFMネット「あおかえの浅草においでよ！」